# Pollo al curri

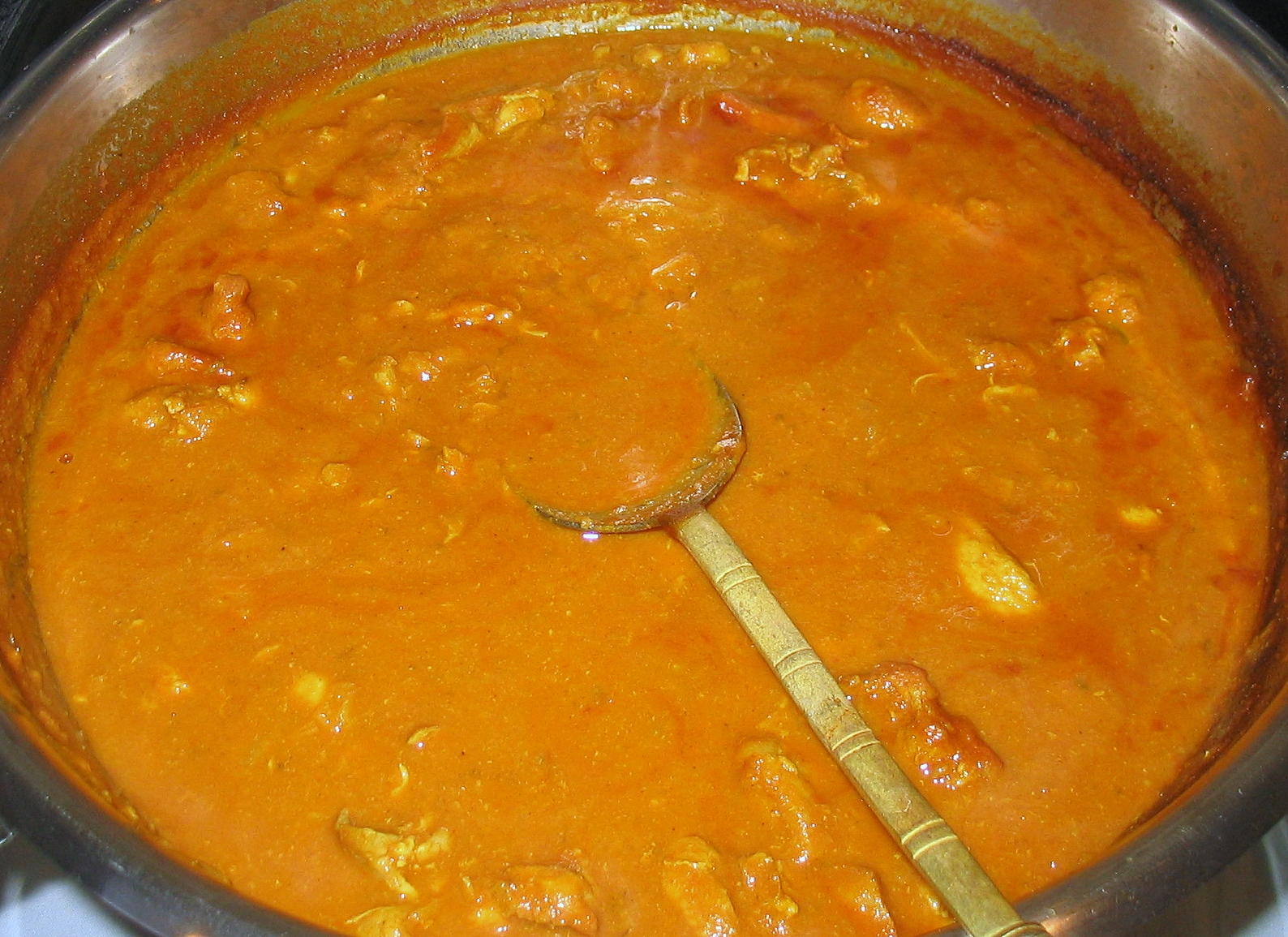
el curry de pollo

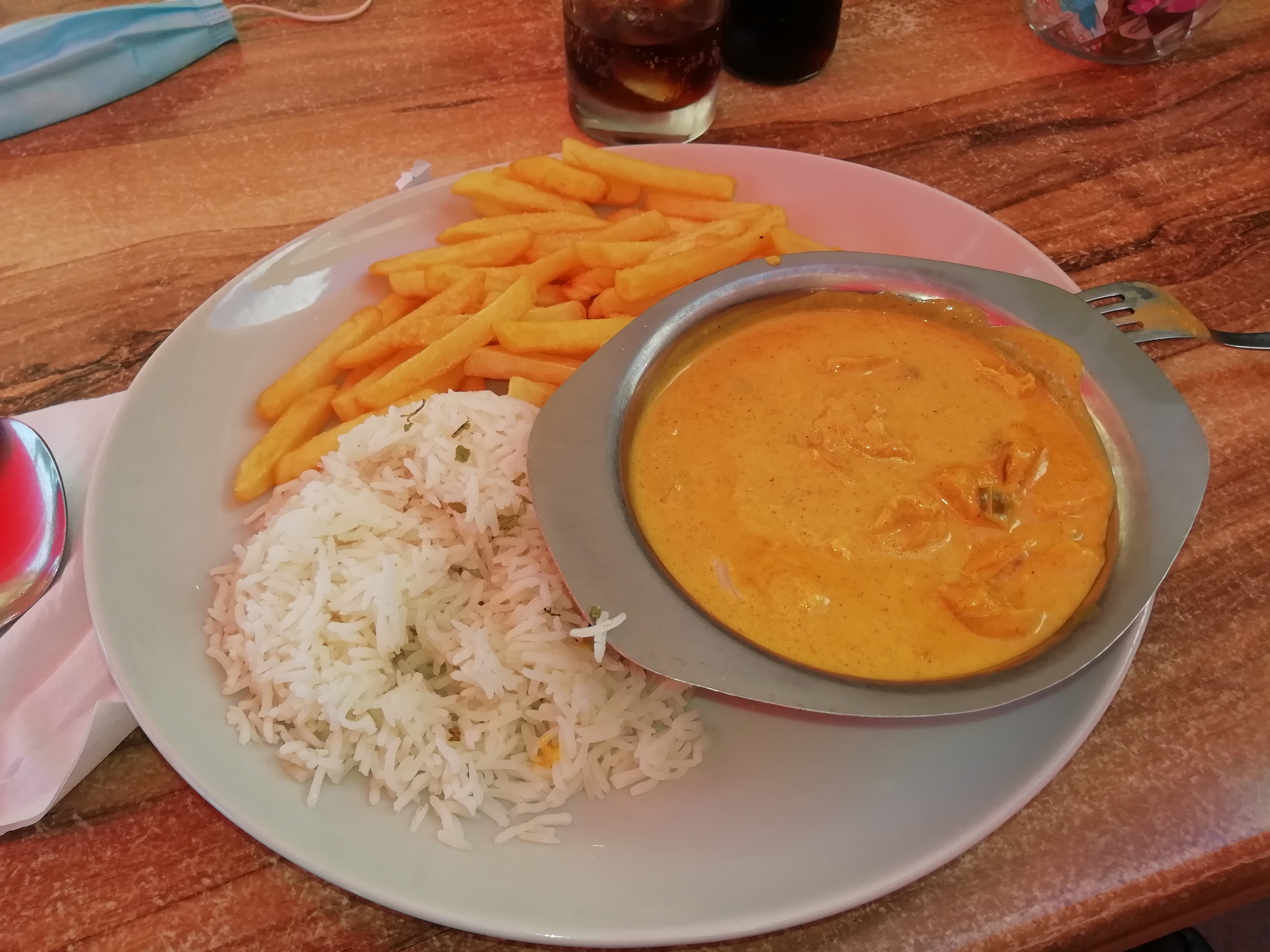
Pollo al curry con papas fritas y arroz, servido en el Restaurante Kompas de la localidad turística de Palmanova, en Mallorca.

El pollo al curri, pollo al curry o curry de pollo es una receta común a las gastronomías del sur de Asia (especialmente la India), este de Asia, Reino Unido (este país difundió la receta al mundo pero no es su creador) y el Caribe. Consiste típicamente en pollo en una salsa a base de cebolla y tomate, condimentada con jengibre, ajo, guindilla y una diversidad de especias, incluyendo a menudo comino, canela y cardamomo. A veces se elabora con curry en polvo industrial. También puede añadírsele leche para disminuir su sabor picante.
El plato se originó en la India y desde allí se difundió al resto del mundo, esto debido a que en la india el pollo, las cabras y el cordero son las tres únicas proteínas animales consumidas.